# Anolis peraccae
Anolis peraccae (аноліс Перакки) — вид ігуаноподібних ящірок родини анолісових (Dactyloidae). Мешкає в Колумбії і Еквадорі. Вид названий на честь італійського герпетолога Маріо Джачінто Перакки.

## Поширення і екологія
Аноліси Перакки мешкають на тихоокеанському узбережжі південно-західної Колумбії Нариньйо та північно-західного Еквадору. Вони живуть в первинних і вторинних вологих тропічних лісах та в садах. Зустрічаються на висоті до 1200 м над рівнем моря.